# Вырей (приток Ревны)
Вырей (укр. Вирей) — правый приток Ревны, протекающий по Стародубскому району (Брянская область, Россия) и Новгород-Северскому району (Черниговская область, Украина).

## География
Длина — 9 км.
Русло слабо-извилистое; у истоков и в среднем течении пересыхает. На южной окраине села Курковичи на реке создан пруд. Пойма занята заболоченными участками с тростниковой растительностью, лесами.
Река берёт начало на западной окраине села Курковичи (Стародубский район). Река течёт на юг и делает несколько плавных поворотом в западном и восточном направлениях; в среднем течении пересекает государственную границу России и Украины. Впадает в Ревну южнее села Гремячка (Новгород-Северский район).
Крупных притоков не имеет.
Населённые пункты на реке: (от истока к устью)
1. Курковичи
2. Гремячка